# Turó de Santa Anna
El Turó de Santa Anna és un turó situat a l'extrem nord de la vila de Castellvell del Camp a uns 270 metres d'altitud i que marca el punt més alt del poble. Hi ha l'ermita de Santa Anna de Castellvell del Camp i les restes d'un poblat iber en el qual es varen trobar peces ceràmiques.
Al peu del penya-segat, l'Ajuntament ha fet una zona enjardinada bastant ben il·luminada, que va fins al carrer-carretera que passa a l'Est del turó, en direcció nord, cap a les urbanitzacions de la zona i cap a un camí que porta a la cascada anomenada El Salt. Al peu també hi ha l'única fàbrica del poble, la Morella Nut, on la carretera o carrer té un desviament que segueix fins a l'ermita pujant (en direcció oposada) cap al turó.